# Koloniestraße (Berlin)
Die Koloniestraße  ist eine Straße im Berliner Ortsteil Gesundbrunnen des Bezirks Mitte. Ihre Bebauung stammt überwiegend aus der Zeit vor dem Ersten Weltkrieg und umfasst mehrere denkmalgeschützte Gebäude.

## Lage
Die Koloniestraße verläuft von der Kreuzung Bad-, Exerzier- und Schwedenstraße im Süden bis zur Einmündung in die Kühnemannstraße im Norden, die die Grenze zwischen den Bezirken Mitte und Reinickendorf markiert. Die Osloer Straße und die Soldiner Straße kreuzen die Koloniestraße.

## Name und Geschichte

Die Koloniestraße (grün markiert) in Berlin zur Zeit des Kaiserreichs

Der Name der Straße bezieht sich auf die Kolonisation, die im 18. Jahrhundert in der Umgebung der damaligen Stadt Berlin begann. Planmäßig wurden Siedlungen am Rande der Stadt angelegt. So entstand ab 1752 die Kolonie Neues Voigtland und zwischen 1782 und 1784 ist die erste Niederlassung eines Kolonisten in der „Kolonie hinter dem Luisenbad“ nachweisbar.
Die Umgebung der Koloniestraße wurde 1861 nach Berlin eingemeindet und bildete bis zur Bildung von Groß-Berlin im Jahre 1920 das nördlichste Stadtviertel von Berlin.
Vor 1933 lebten besonders viele KPD-Mitglieder und Sympathisanten in der Straße, unter ihnen auch der Widerstandskämpfer Paul Junius. Ein wichtiger kommunistischer Treffpunkt war das Lokal Zur Krücke, das noch in den 1980er Jahren existierte.
Die Koloniestraße und die benachbarten Straßen werden zusammen als Soldiner Kiez bezeichnet und der Kiez entwickelte sich in den Jahren nach dem Ende des Zweiten Weltkriegs zum sozialen Brennpunkt. Für die Verbesserung der sozialen Verhältnisse ist das Quartiersmanagement Soldiner Straße/Wollankstraße gegründet worden.

## Gebäude und Einrichtungen (Auswahl)

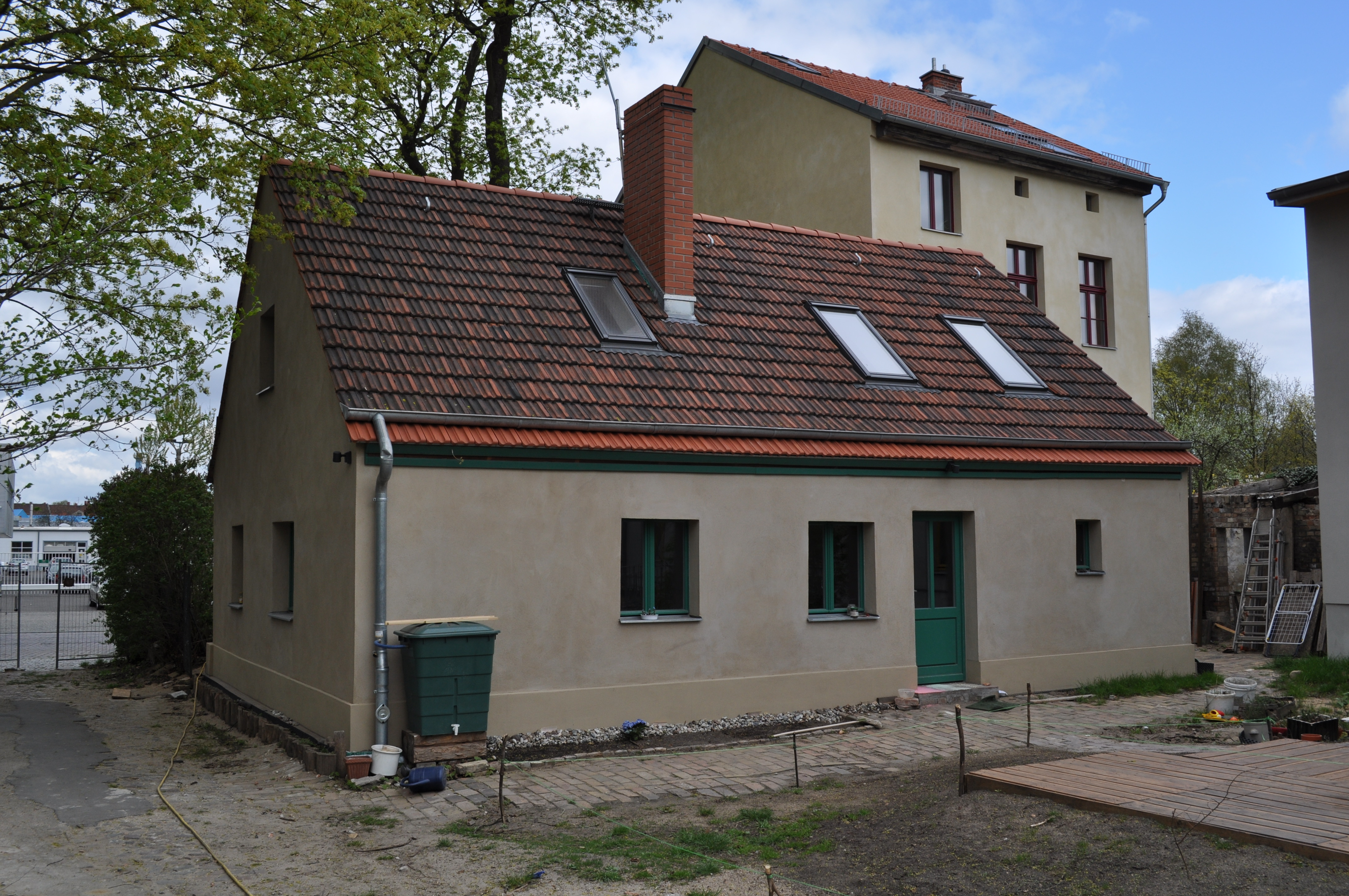
Das seit 1782 mehrfach um- und ausgebaute Kolonistenhaus ist das einzig übriggebliebene Haus der drei von Friedrich II. gegründeten bäuerlichen Kolonien zur Versorgung Berlins

- Koloniestraße 10: Hier befindet sich ein langgestreckter zweietagiger Backsteinbau auf der Hofseite, der 1860 als Pferdefuhrhof mit Remisen, Werkstätten und Stellplätzen errichtet wurde. Im Jahr 1884 kam an der Straße ein Mietswohnhaus hinzu. Das Hofensemble wird seit den späten 1990er Jahren als Kulturhof mit Künstlerateliers, einer Tanzschule, Werkstätten und wechselnden Veranstaltungen genutzt. Es gehört zum Milieuschutzgebiet Reinickendorfer Straße. Die Umnutzung erfolgte nach Entwürfen des Landschaftsarchitekten Ralf Steeg mit finanzieller Unterstützung des Senats in Höhe von 90.000 DM. Bereits im Jahr 2017 verkaufte das Bezirksamt als Eigentümer diesen Hof samt der Bauwerke an eine Investorengruppe, die nach und nach die Mieter vertrieb, Garagen und Ateliers waren zu räumen. Im Jahr 2022 erwarb ein bayrischer Investor – Romeo Uhlmann – das Areal und möchte, wie bereits auf der Nachbarfläche (Nr. 11/12) begonnen, hier Mikroappartements als studentische Unterkünfte errichten. Doch der Baustadtrat des Bezirks Mitte, Ephraim Gothe, genehmigte den Antrag auf Erteilung einer Sondergenehmigung für den notwendigen Abriss nicht und schaltete stattdessen den Naturschutz ein, der sich um die weitere kulturelle Nutzung, die Ermittlung der hier gesichteten Vogelarten und den Erhalt der Bepflanzung kümmern soll. Die Bürger sind zum Widerstand aufgerufen („Kulturhof Kolonie 10 erhalten“).[2] Zu Beginn des Jahres 2025 wurde ein massiver Protest von Anwohnern und Naturschützern gegen den bereits begonnenen Abriss öffentlich; es liegen aber noch keinerlei Genehmigungen oder Untersuchungsergebnisse vor.[3]
- Koloniestraße 44–46: Wohnhäuser, 1925 bis 1930 nach Plänen von Rudolf Maté erbaut.[4] Sie stehen exemplarisch für die fortschrittliche Mietshausarchitektur im Berlin der 1920er Jahre
- In der Koloniestraße 57 steht ein Kolonistenwohnhaus, das als ältestes erhaltenes Gebäude des Ortsteils Gesundbrunnen und einziges der „Kolonie hinter dem Louisenbade“ unter Denkmalschutz steht, seine Bauzeit wird mit 1782 angegeben (siehe Bild links).[5]
 Ein Wohnprojekt im Mietshäuser Syndikat übernahm Instandhaltung und Sanierung der Gebäude auf dem Grundstück.[6]
- In der Koloniestraße 106 befindet sich die Imam-Sadık-Moschee des Islamischen Rats der Ahl-ul-Bayt Gemeinschaften (IRAB).
- Das 1873 erbaute Wohnhaus Koloniestraße 116 mit einer klassizistischen Fassade ist ebenfalls eines der ältesten Häuser des Ortsteils und denkmalgeschützt.[7]
- In der Koloniestraße 127 steht die Hacı-Bayram-Moschee der Islamischen Föderation Berlin (IFB).
- Auf dem Grundstück 133–136 befand sich die Süßwarenfabrik Mertens & Jaenicke (Mundi).[8]

Am nördlichen Ende der Koloniestraße liegt die Gustav-Böß-Sportanlage, benannt nach dem ehemaligen Berliner Oberbürgermeister, der in den 1920er Jahren den Bau von neuen Sportstätten in Berlin maßgeblich förderte.